# Кірх-Єзар
Кірх-Єзар (нім. Kirch Jesar) — громада в Німеччині, розташована в землі Мекленбург-Передня Померанія. Входить до складу району Людвігслуст-Пархім. Складова частина об'єднання громад Гагенов-Ланд.
Площа — 18,76 км2. Населення становить 637 ос. (станом на 31 грудня 2020).

## Галерея

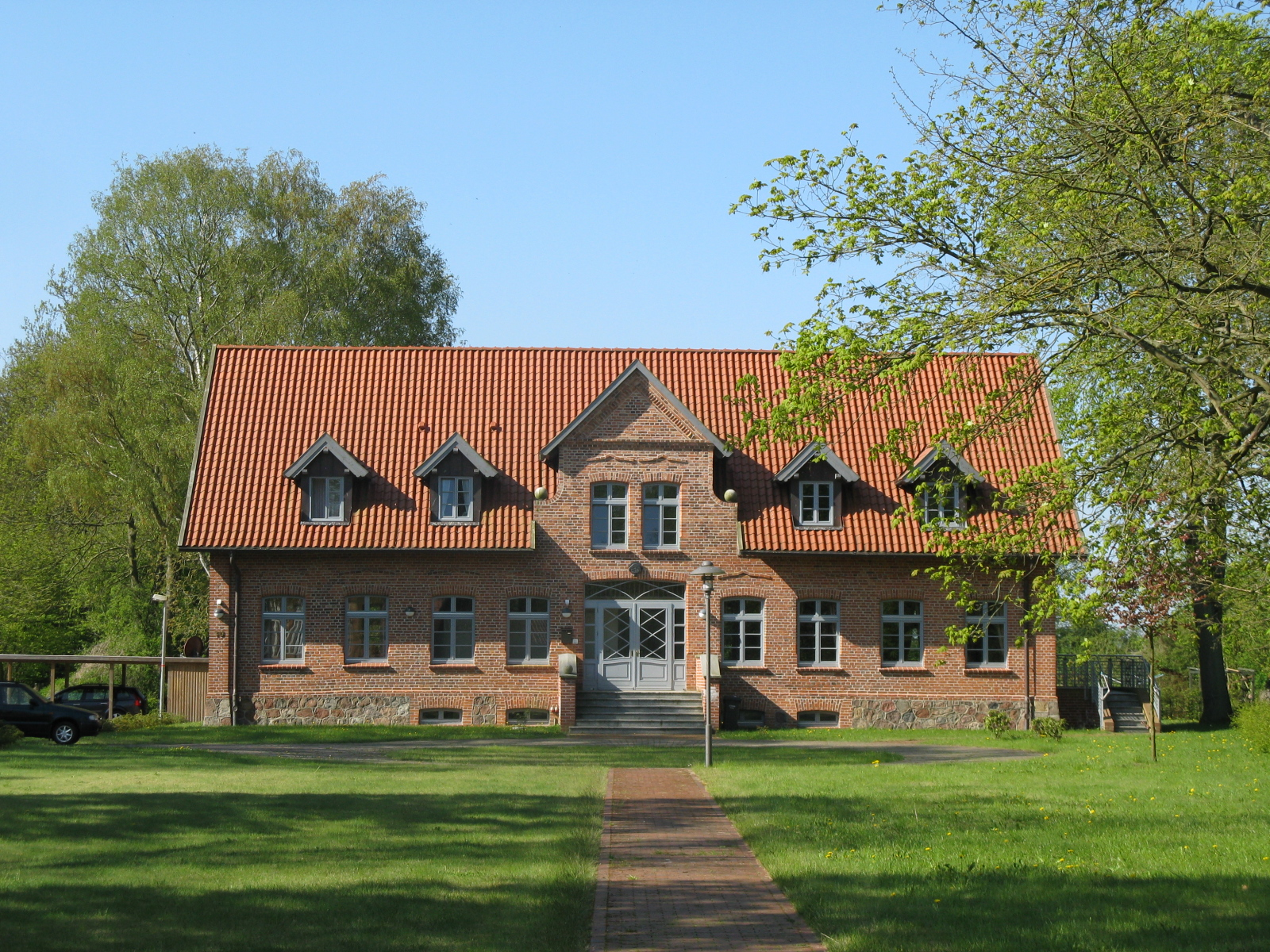